# Municipio de Ixcamilpa de Guerrero
El municipio de Ixcamilpa de Guerrero (del nahuatl: Ichcatla, Milli, Pa ‘algodón, oveja; sementera, milpa; en’‘En la milpa de las ovejas’) es uno de los 217 municipios que conforman al estado mexicano de Puebla. Se constituyó como municipio libre en 1930, y su cabecera es la ciudad de Ixcamilpa.

## Historia
La región fue habitada por nahuas durante la época prehispánica, en 1522 esta fue sometida por conquistadores españoles, perteneciendo al territorio del distrito de Chiautla.
El 30 de abril de 1912 se llevó a cabo la primera restitución de tierras, según lo acordado en el Plan de Ayala. Durante la revolución mexicana, la cabecera del municipio, Ixcamilpa, sufrió dos ataques. El primer ataque fue dirigido por Guadalupe Lucero el 7 de mayo de 1917 y el segundo por su hermano, Francisco Lucero, el 5 de agosto del mismo año. Ambos ataques resultaron infructuosos y causaron la muerte de sus ejecutores.
En 1930 el territorio se constituye como municipio libre, siendo su cabecera la ciudad de Ixcamilpa.

## Geografía
El municipio se encuentra al suroeste del estado de Puebla y abarca un área de 308.31 km². Colinda al norte con el municipio de Cohetzala, al oeste con los municipios de Albino Zertuche y el municipio de Xicotlán, y tanto al sur como al este con el estado de Guerrero, en particular con el municipio de Olinalá.
Clima
Ixcamilpa de Guerrero según la clasificación climática de Köppen-Geiger tiene un clima tropical con inviernos secos la temperatura anual promedio es de 25.7 °C y en promedio llueven por año 822mm de agua
Flora
En el municipio predomina la selva baja caducifolia y grandes zonas boscosas de encino asociadas a zonas secundarias de vegetación arbustiva
Fauna
En el municipio habitan Iguanas, Zopilotes, Alacranes, Tarántulas, Tortugas, Conejos, Tejones, Venados cola blanca, etc.

## Demografía
De acuerdo con el censo realizado por el INEGI en 2010, en el municipio hay un total de 3695 habitantes, dándole una densidad de población aproximada de 12 habitantes por kilómetro cuadrado.